# St. Vinzenz (Göttingen)

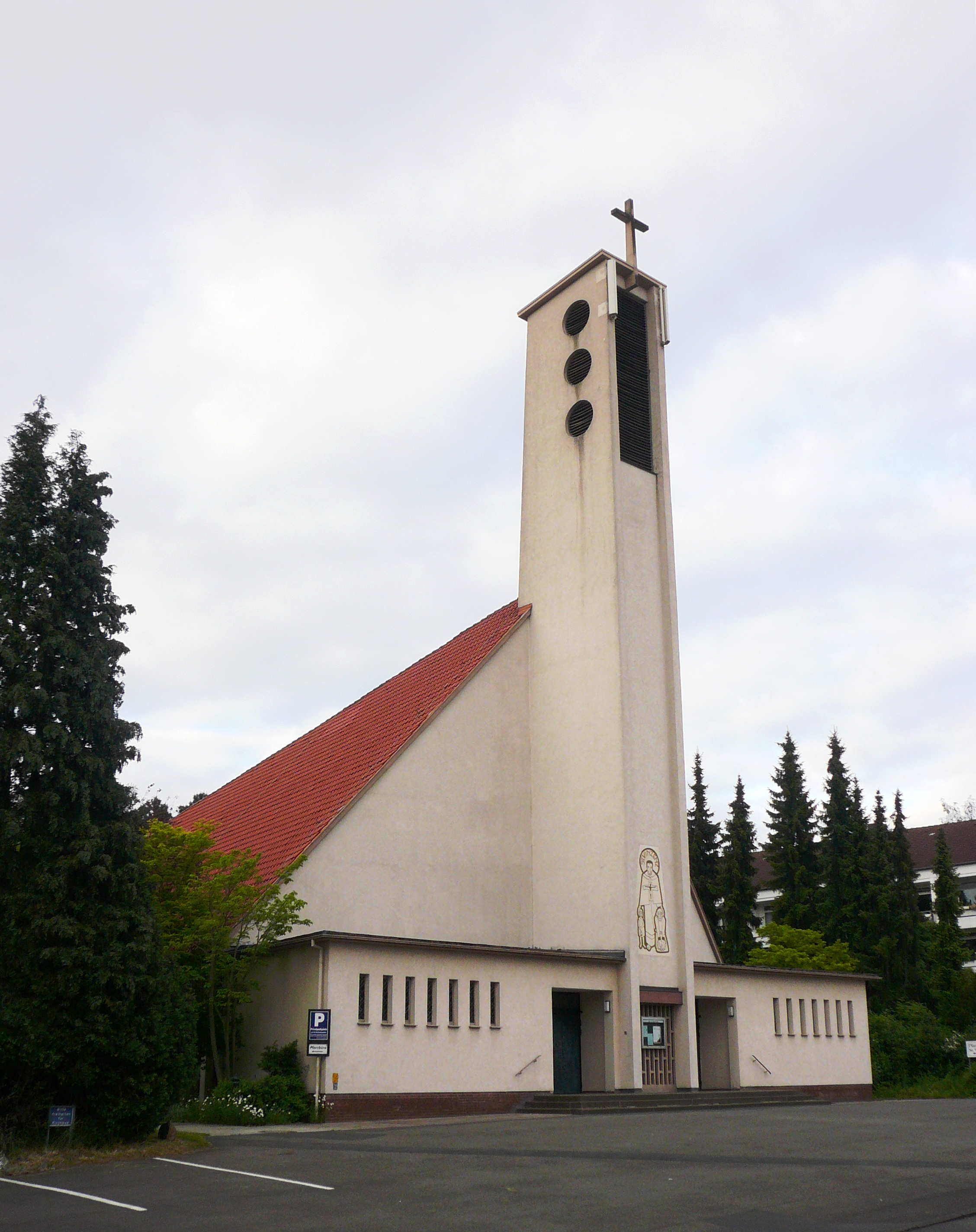
St.-Vinzenz-Kirche

```
St. Vinzenz
 ist die 
römisch-katholische
 Kirche in 
Weende
, einem Stadtteil der Kreisstadt 
Göttingen
 in 
Niedersachsen
. Die nach dem 
heiligen
 
Vinzenz von Paul
 benannte Kirche hat die Adresse 
An der St.-Vinzenz-Kirche 5
 und gehört zur 
Pfarrei
 
St. Paulus
 mit Sitz in Göttingen, im 
Dekanat
 Göttingen des 
Bistums Hildesheim
.
```

## Geschichte
Im durch die Reformation im 16. Jahrhundert protestantisch geprägten Weende vergrößerte sich die Zahl der Katholiken im 20. Jahrhundert. Sie gehörten zunächst zur Göttinger Pfarrgemeinde St. Paulus. Bereits in den 1930er Jahren fand in der Volksschule von Weende, der heutigen Wilhelm-Henneberg-Schule, römisch-katholischer Gottesdienst statt.
In der Zeit nach dem Zweiten Weltkrieg stieg die Zahl der Katholiken durch die Flucht und Vertreibung Deutscher aus Mittel- und Osteuropa 1945–1950 weiter an, so dass es zur Gründung einer römisch-katholischen Kirchengemeinde kam. Von 1947 an fanden römisch-katholische Gottesdienste in Weende in der evangelischen St.-Petri-Kirche statt.
Nachdem die St.-Petri-Kirche für die wachsende Zahl römisch-katholischer Gottesdienstbesucher zu klein geworden war, erfolgte 1959 der Kauf des Kirchbaugrundstücks. Am 18. April 1960 legte Domkapitular und Dechant Robert Marheineke in der damals noch eigenständigen Gemeinde Weende den Grundstein der St.-Vinzenz-Kirche. Am 18. Dezember 1960 folgte die Kirchweihe durch Bischof Heinrich Maria Janssen. Ab 1960 bestand an der St.-Vinzenz-Kirche ein kleines Kloster der Schlesischen Franziskanerprovinz, von dem aus Pater Joachim Hinterberger OFM die Kirchengemeinde leitete. 1961 erfolgte in Weende die Gründung einer eigenständigen Kirchengemeinde, welche die Ortschaften Bovenden, Eddigehausen, Herberhausen, Lenglern, Nikolausberg, Roringen und Weende umfasste.
1974 wurde der Altarraum gemäß der Liturgiereform des Zweiten Vatikanischen Konzils umgestaltet.
1982 wurde das Franziskanerkloster wegen Nachwuchsmangels wieder aufgegeben, seitdem betreuen Geistliche des Bistums Hildesheim die Kirche. 1983 bekam die Kirchengemeinde in Bovenden mit der St.-Franziskus-Kirche eine Filialkirche, nachdem bereits seit 1969 römisch-katholische Vorabendmessen in evangelischen Räumen von Bovenden stattgefunden hatten.
1992 (nach anderer Quelle 1996) erfolgte der Einbau einer Pfeifenorgel.
Im Zuge der Umsetzung des Eckpunktepapieres „2020“ fusionierten die bis 31. August 2008 selbstständigen Pfarrgemeinden „St. Vinzenz, Göttingen“ und „St. Paulus, Göttingen“ mit Wirkung zum 1. September 2008 (0:00 Uhr) zu einer neu errichteten Gemeinde, die den Namen „Katholische Pfarrgemeinde St. Paulus, Göttingen“ trägt und zum Zeitpunkt der Fusion mit rund 8800 Katholiken die größte Pfarrei im Dekanat Göttingen war.
Die Kirchengemeinde ist heute geprägt durch das universitäre Klima in der Stadt, wobei sich dort Menschen aus allen gesellschaftlichen Schichten beheimatet fühlen. Das Einzugsgebiet des Kirchortes St. Vinzenz umfasst den nördlichen Teil der Stadt mit den Ortsteilen Weende, Nikolausberg, Herberhausen und Roringen sowie die Gemeindeteile des Fleckens Bovenden mit Lenglern und Eddigehausen.

## Architektur und Ausstattung
Die nach Norden ausgerichtete moderne Kirche mit einem mächtigen Satteldach und einem wahrzeichenhaft vor Südfassade platzierten Glockenturm entstand nach Plänen des vor allem mit Kirchenbauten bekannten Architekten Josef Bieling aus Kassel und ist eines seiner Frühwerke.
Im Innern dominiert den Altarraum das Bild „Die Emmausjünger“, ein Sgraffito (Kratzputz) mit Mosaikeinlage. Die Darstellung zeigt den Auferstandenen in Emmaus beim Brechen des Brotes zwischen den beiden Jüngern. Der Künstler Hanns Joachim Klug aus Hannover fügte dem Altarbild 1988 das goldene Kreuz als Hintergrund hinzu. Die Farbe der Rückwand, die 2008 von grün auf weiß geändert wurde, setzt sich als Band an den Seitenwänden bis in den Eingangsbereich fort. Es soll die Geschlossenheit des Raumes, der wie ein Schiffsrumpf wirkt, verdeutlichen.
Der Tabernakel, ebenfalls von Klug entworfen, hat in seinen Türen eingearbeitete Rosenquarze und Bergkristalle aus dem Atlasgebirge.
Die Holzschnitzmadonna zeigt „Maria, die in die Gemeinde schreitet“. Sie wurde von einem Überlebenden der Schlacht von Stalingrad gestiftet, der gelobt hatte, bei glücklicher Heimkehr zur Familie einer Diasporagemeinde eine Madonna zu schenken. An der Rückwand, im Eingangsbereich der Kirche, steht eine Pietà. Sie ist die Kopie einer Schmerzensmutter aus dem Bodenseeraum aus dem 15. Jahrhundert.
Der Kreuzweg in den Fensternischen und die Weihnachtskrippe sind Holzschnitzarbeiten aus Oberammergau. Die Orgel ist ein Werk der Fa. Sauer aus Höxter-Ottbergen.
In der Seitenkapelle, welche oft für Werktagsgottesdienste und für die Kinderkirche genutzt wird, hängt ein Relief des heiligen Antonius von Padua.